# Ебола
Вирусната хеморагична треска ебола, инфекция с вируса ебола или просто ебола е болест при хората и други бозайници, която се причинява от вируса ебола (еболавирус).

## Пренасяне
Ебола е изключително заразна болест. В началния период на заразяването вирусоносителят отделя вируси с всички свои телесни секрети (пот, кръв, лимфа, слюнка, урина, семенна течност, фекалии), като след известен период вирусът се отделя и от разрушените от него клетки на епидермиса и тогава дори докосването до кожата може да причини заразяване.
При евентуално (само)излекуване вирусът продължава да живее допълнително 7 – 8 седмици в мъжката полова система, правейки семенната течност през този период опасна дори и след „пълното“ излекуване.
Срещу ебола вече има открита ваксина от 2019 г. Все още обаче не е известен естественият резервоар на вируса в природата. Най-често хората се заразяват от контакт със секретите на вече заразен човек, като все още не е известна причината за спорадичните епидемични взривове на болестта в Африка. От четирите вируса, три (Ebola-Zaire, Ebola-Sudan и Ebola-Tai) са открити в Африка като причинители на епидемии сред хората, докато Ebola-Reston е открит в САЩ и Италия в маймуни, внесени от Филипините. За него се предполага, че не причинява заболяването у хората.

## Причини
Заразяването с вируса може да стане чрез контакт с кръв или други телесни течности от заразен човек или животно. Все още няма документирано разпространение по въздушен път в естествена среда. Смята се, че плодоядните прилепи са естествен носител в природната среда и могат да разпространяват вируса, без те самите да развиват болестта. Хората се заразяват при пряк контакт с прилепи или чрез контакт с живи или мъртви животни, инфектирани от прилепи. Когато с вируса се зарази човек, болестта може да се разпространи и между хората. Мъжете, преболедували от ебола, може да продължат да предават болестта чрез семенната течност в продължение на близо два месеца.

## Признаци и симптоми

### Инкубационен период
Периодът от излагане на вируса до развиване на симптомите на болестта обикновено е от 2 до 21 дни. По изчисления на базата на математически модели се предвижда, че в около 5% от случаите може да отнеме повече от 21 дни до развиване на симптоми.

### Ранен период
Симптомите обикновено започват с внезапен, подобен на инфлуенца стадий, характеризиращ се с чувство на умора, повишена температура, болка в мускулите и ставите, главоболие и възпалено гърло. Температурата обикновено е по-висока от 38,3 °C. Тези симптоми често са последвани от повръщане, диария и болки в корема. След това може да настъпят затруднено дишане и болка в гърдите, придружени от отичане, главоболие и объркване. При около половината от случаите може да се появи макулопапуларен обрив (зачервявания по кожата, покрити с малки пъпчици).

### Кръвоизливи
В някои случаи може да има вътрешно и външно кървене. Това обикновено започва 5 до 7 дни след първите симптоми. При всички болни се наблюдава намалено кръвосъсирване. При 40 – 50% от случаите е съобщавано кървене от лигавиците или от местата на убождане с игла. Това може да доведе до повръщане на кръв, изкашляне на храчки с кръв или кръв в изпражненията. Поради кръвоизливите в кожата може да се получат петехии, пурпура, екхимози, хематоми (особено около местата на пробождане с игла). Болният може да получи също кървене в бялата част на очите. Тежкото кървене не е често явление, но ако се получи, то обикновено е в областта на стомашно-чревния тракт.

### Възстановяване и смърт
Възстановяването започва между 7 и 14 дни след началото на симптомите. Ако случаят приключи с фатален край, смъртта обикновено настъпва 6 до 16 дни след началото на симптомите и се дължи на критичен спад на кръвното налягане, поради загуба на течност . По принцип получаването на кървене често е показател за евентуален неблагоприятен изход от заболяването, а загубата на кръв може да причини смърт. В самия край, преди смъртта, болните често са в кома. Оцелелите често след това страдат от хронична мускулна и ставна болка, възпаление на черния дроб и намален слух, наред с други проблеми.

## Диагноза
За да се постави диагноза на инфекция с вируса ебола, първо трябва да се изключат други заболявания с подобни симптоми, като например малария, холера и други вирусни хеморагични трески. Диагнозата се потвърждава чрез кръвни изследвания за вирусни антитела, вирусна РНК или изолиране на самия вирус.

## Лечение
Тъй като няма одобрено официално понастоящем специфично лечение на ебола , то (както и на повечето хеморагични трески) е поддържащо, като болните се оставят да почиват, дава им се вода (рехидратация), което се допълва от симптоматично лечение (според развитите симптоматики). Целта е да се поддържа жизнената дейност на тялото, докато то се бори срещу вируса, като в общи линии се разчита, че евентуално имунната система на болния ще се справи с вируса. Такива мерки по лечението могат да включват справяне с болката, изпитвана от пациента, гадене, треска и безпокойство, както и рехидратиране по орален или интравенозен път. Кръвни продукти като кръвни банки, тромбоцити или замразена кръвна плазма могат също да бъдат използвани. Други регулатори на коагулацията също са изпробвани, включително хепарин в опит да се предотврати дисеминирана интравазална коагулация и използване на препарати, съдържащи коагулационни фактори, с цел намаляване на кървенето. Често използвани антималарийни медикаменти и антибиотици преди правилно диагностициране с ебола не са потвърдени да подпомагат лечението.

### Интензивно лечение
В развиващите се страни е използвана интензивна медицинска грижа. Това може да включва поддържане на кръвния обем и баланс на електролити (соли), както и лечение на бактериални инфекции, които могат да се развият междувременно. Диализа може да бъде необходима в случай на бъбречна недостатъчност, екстракорпорална мембранна оксигенация (ЕСМО) може да се използва при дисфункция на белите дробове.

## Епидемиология
Вирусната хеморагична треска ебола е идентифицирана за първи път в област на Судан (понастоящем част от Южен Судан) и в Заир (понастоящем Демократична република Конго). Болестта обикновено се появява епидемично в тропическите райони на Субсахарска Африка. От 1976 г. (когато болестта е идентифицирана за първи път) до 2013 г. Световната здравна организация (СЗО) съобщава за 1716 потвърдени случая. Най-голямата епидемия настъпва в Западна Африка през 2014 г. и засяга Гвинея, Сиера Леоне, Либерия и Нигерия. До 15 октомври 2014 г. се съобщава за 4493 смъртни случая от 8998 заразени (последната бройка е предполагаема).

## Превенция
Американският Център за контрол и превенция на заболяванията препоръчва персоналът в досег с болни да носи предпазно облекло като маски, ръкавици и т.н., така че да няма кожно излагане.. В САЩ медицински персонал, който е имал досег с болен от ебола, дори и когато симптоми не са проявени, се препоръчва да стои под 24 дневна домашна карантина с цел ограничаване на контактите.

## Профилактика
Епидемичният контрол налага прилагане на серия от координирани медицински мерки и ангажираност от страна на обществото. Необходимите медицински мерки включват бързо откриване и проследяване на контактите на засегнатите, бърз достъп до съответните лабораторни услуги, надлежни грижи за инфектираните и надлежно освобождаване от телата на починалите чрез кремиране или погребване. Профилактиката включва намаляване на разпространението на болестта от инфектирани животни на хора. По тази причина, когато се борави с потенциално инфектирано месо от дивеч, трябва да се носи подходящо защитно облекло и преди консумация месото трябва да се приготвя до пълна готовност. Това включва също носене на подходящо защитно облекло и измиване на ръцете, когато сме в присъствие на болен. С пробите от телесни течности и тъкани на заразени трябва да се борави със специално внимание.

## Ваксина
През 2016 Световна здравна организация обявява, че е открита ефективна ваксина срещу Ебола. Преди обявлението, медикаментът е бил тестван на 12 хил. души и е проработил.

## Книги на български език
- „Ебола: Историята на един смъртоносен вирус в природата и сред хората“ – Дейвид Куомън, изд. „Вакон“, 2015